# 전투항공여단
전투항공여단(Combat Aviation Brigade)은 미국 육군의 모듈러 여단 유형 중 하나로서, 사단이나 군단 이상 제대에 항공 지원 임무를 수행한다.

## 유형별 편제 구조
단축어 표기

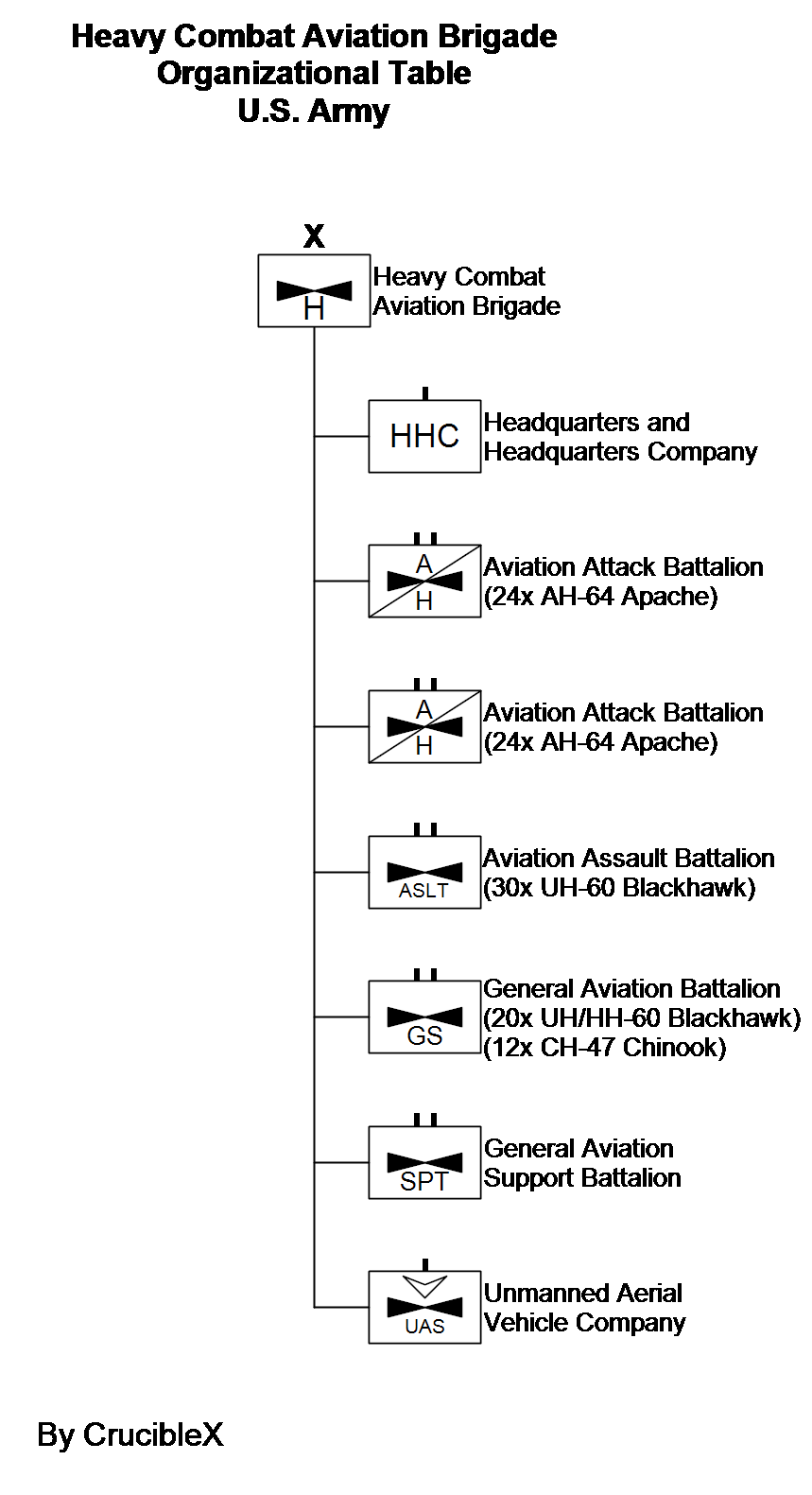
중(重)형 전투항공여단의 편제 구조

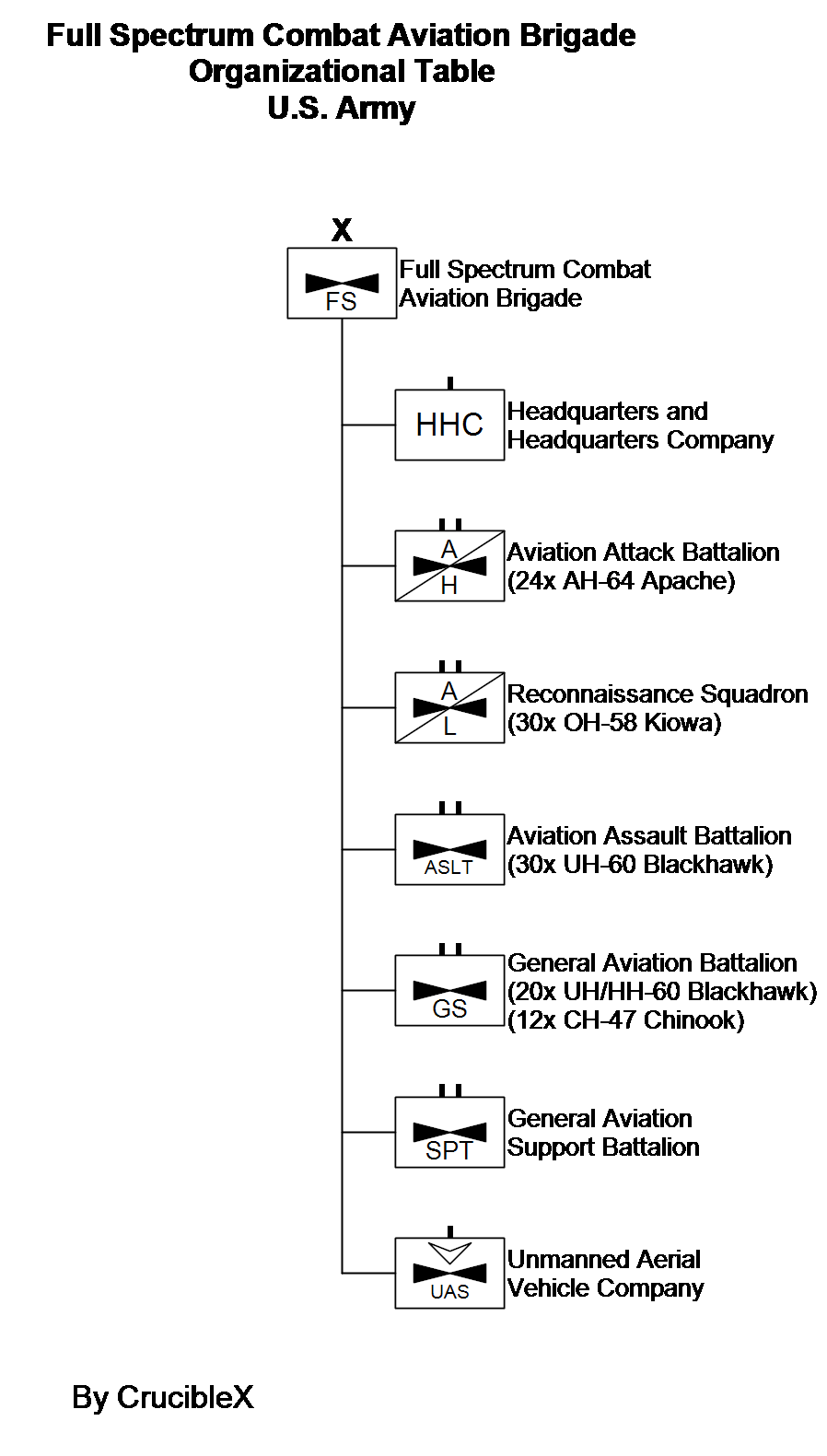
전방위(Full Spectrum) 전투항공여단 편제 구조

- Attack Reconnaissance Battalion (ARB)→공격정찰대대
- Attack Reconnaissance Squadron (ARS)→공격정찰전대
- Assault Helicopter Battalion (AHB)→강습헬리콥터 대대
- General Support Aviation Battalion (GSAB)→종합지원항공대대
- UAV Company→무인항공기중대

### 경량형 전투항공여단
- 2개 공격정찰전대 (ARS) (각각 OH-58 30기)
- 1개 강습헬리콥터대대 (AHB) (UH-60 블랙호크 30기)
- 1개 종합지원항공대대 (GSAB) (UH-60 지휘항공 8기, CH-47 치누크 12기 및 HH-60M 15기)
- 1개 무인항공기중대[1]
- 1개 항공지원대대 (ASB)

### 중(中)형 전투항공여단
- 1개 공격정찰대대 (ARB) (AH-64 아파치 24기)
- 1개 공격정찰전대 (ARS) (OH-58 30기)
- 1개 강습헬리콥터 대대 (AHB) (UH-60 블랙호크 30기)
- 1개 종합지원항공대대 (GSAB) (UH-60 지휘항공 8기, CH-47 치누크 12기 및 HH-60M 15기)
- 1개 무인항공기중대[1]
- 1개 항공지원대대 (ASB)

### 중(重)형 전투항공여단
- 2개 공격정찰대대 (ARB) (각각 AH-64 아파치 24기)
- 1개 강습헬리콥터대대 (AHB) (UH-60 블랙호크 30기)
- 1개 종합지원항공대대 or GSAB (UH-60 지휘항공 8기, CH-47 치누크 12기와 HH-60M 블랙호크 15기)
- 1개 무인항공기중대[1]
- 1개 항공지원대대 (ASB)

### 전범위 전투항공여단
- 공격정찰전대 (ARS) (3개 병대에 각각 OH-58D 카이오와 워리어 7기 및 UAS 중대의 2개 소대에 AAI RQ-7B 섀도 UAV 4기)
- 공격정찰대대 (ARB) (3개 중대에 각각 AH-64 아파치 8기)
- 강습헬리콥터대대 (AHB) (3개 중대에 각각 UH-60 블랙호크 10기, 선도중대)
- 종합지원항공대대 (GSAB) (지휘항공중대(CAC) 혹은 UH-60 블랙호크 4기 및 AN/ASC-38 [A2C2S]를 장비한 EH-60 4기, 중(重)형 헬리콥터중대의 3개 소대에 각각 (HvyHC) CH-47 치누크 4기, 항공앰블런스의무중대 (AAMC)의 5개 전방지원의무후송소대 (FSMP)에 MEDEVAC 임무장비를 장비한 각각 HH-60M 3기, 항공교통근무(ATS) 중대에 2개 전술관제탑팀(Tactical Tower Control Team), 이동관제탑팀(mobile tower team), 공역관제팀(Airspace Control Flight), 그 외 후속팀과 지역감시(Local Surveillance) 및 지상통제접근(GCA) 레이다팀(radar team).
- 무인항공기중대 (3개 소대에 각각 제너럴 아토믹스 MQ-1C 그레이 이글 4기)
- 항공지원대대 (ASB)

## 목록

### 정규군
- 제1기병사단 제1항공기병여단
- 제1기갑사단 전투항공여단
- 제1보병사단, 제1전투항공여단
- 제2보병사단, 제2전투항공여단
- 제3보병사단, 제3전투항공여단
- 제4보병사단, 제4전투항공여단
- 제7보병사단, 제12전투항공여단
- 제25보병사단, 제25전투항공여단
- 제82공수사단, 제82전투항공여단
- 제101공수사단
  - 제101전투항공여단
  - 제159전투항공여단, 2015년 폐지
- 제12전투항공여단

### 국가위병
- 제28전투항공여단 (重(형 CAB) - 펜실베이니아/뉴저지
- 제29전투항공여단 (重(형 CAB) - 메릴랜드
- 제34전투항공여단 - 미네소타, 노스다코타, 아이다호
- 제35전투항공여단 - 미주리, 네브라스카, 유타
- 제36전투항공여단 - 텍사스, 콜로라도, 앨라배마, 캔사스
- 제38전투항공여단 - 인디애나
- 제40전투항공여단 - 캘리포니아
- 제42전투항공여단 - 뉴욕
- 제63항공여단 켄터키

### 예비군
- 제11원정전투항공여단
- 제77전투항공여단
- 제185전투항공여단
- 제244전투항공여단
- 제449전투항공여단

## 같이 보기
- 여단 목록
  - 기동강화여단
  - 전장감시여단
  - 지원여단
  - 화력여단

## 참고
1. 1 2 3  John Lheureux (2019년 5월 16일). “Accomplishing the UAS mission safely” (영어).